# Patentkali

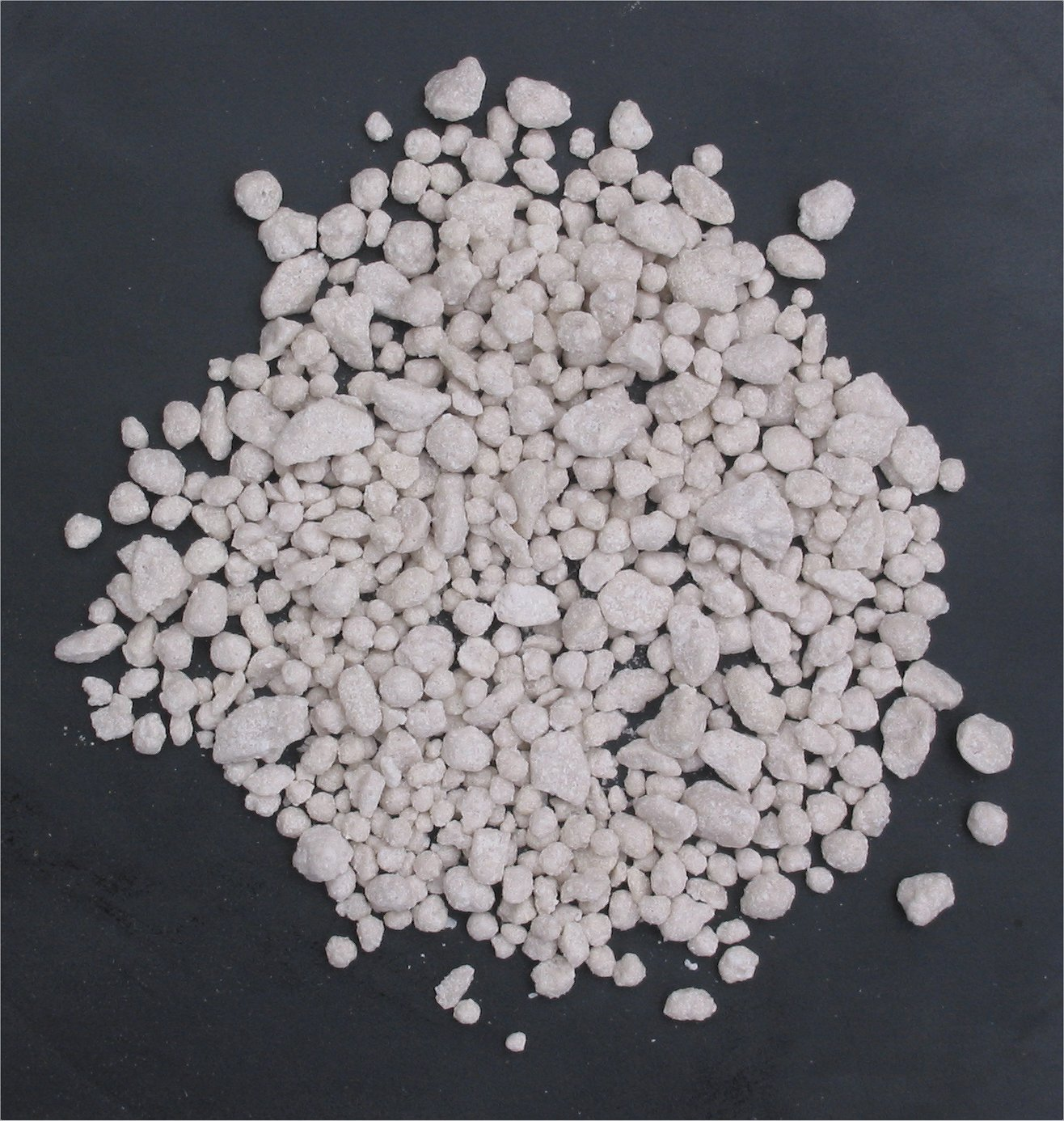
Patentkali

Patentkali (K2SO4.MgSO4) is een kunstmeststof die bestaat uit kaliumsulfaat en magnesiumsulfaat en bevat:
30% K2O + 10% MgO + 42% SO3(17% S)